# القائم (حرض)

تعديل مصدري - تعديل

القائم هي إحدى قرى عزلة الفج بمديرية حرض التابعة لمحافظة حجة، بلغ تعداد سكانها 355 نسمة حسب تعداد اليمن لعام 2004.